# 조선부강회사
조선부강회사(朝鮮富强會社)는 조선민주주의인민공화국의 기업집단이다.

## 역사
- 1979년 7월 - 조선부강회사 창립
- 1983년 7월 - 부강제약회사 창립
- 1986년 - 부강전자회사 창립
- 2005년 - 부강오토바이회사 창립

## 계열사
- 부강무역회사
- 부강오토바이회사 - 모터사이클 제조 기업
- 부강황치령회사
- 부강제약회사 - 제약 기업
- 부강전자회사 - 전자 기업
- 부강주화회사 - 동전 제조 기업
- 부강유리제품회사
- 부강천연식품회사 - 식음료업 기업

## 소개
조선부강회사 홈페이지에 따르면 자본금은 2,000만 달러에 자산이 있으며 연간 평균 매출액은 만 1억 5000만 달러에 달한다고 밝힘으로 최대 10억 달러의 매출액의 가능성이 존재하고 특히 리철호가 사업하는 기계 공장과 89호 집적회로 공장도 소유하고 있다.
현재 조선민주주의인민공화국은 조선부강회사의 모회사가 조선 룡악산 무역 총회사 혹은 조선 룡봉 무역 총회사로 존재를 하고 있다.

## 참고 자료
- 계열사 9개, 해외지사 15곳 '어! 북한에도 재벌이 있었네' 이코노믹리뷰 2006.03.10
- 어! 북한에도 재벌이 있었네 이코노믹리뷰 2006.03.14